# Oblique Seville
Oblique Seville (16 maart 2001) is een Jamaicaans sprinter. Hij nam eenmaal deel aan de Olympische Zomerspelen.

## Biografie
In 2021 kon Seville zich plaatsen voor de Olympische Zomerspelen van Tokio. Met een evenaring van zijn persoonlijk record van 10,04 s kon hij zich plaatsen voor de halve finale van de 100 meter. In deze halve finale eindigde hij als vierde, niet voldoende om zich te plaatsen voor de finale. Samen met Jevaughn Minzie, Julian Forte en Yohan Blake liep Seville naar de vijfde plaats in de finale van de 4 × 100 meter mannen. Als gevolg van de diskwalificatie van het Britse team door dopinggebruik van Chijindu Ujah werd het Jamaicaanse viertal later als vierde gerangschikt.

## Persoonlijke records
Outdoor
| Onderdeel | Prestatie          | Datum            | Plaats       |
| --------- | ------------------ | ---------------- | ------------ |
| 60 m      | 6,42 s (+0,9 m/s)  | 25 februari 2023 | Kingston     |
| 100 m     | 9,86 s (+0,2 m/s)  | 21 mei 2022      | Kingston     |
| 200 m     | 20,86 s (-0,6 m/s) | 16 maart 2019    | Spanish Town |
| 400 m     | 47,44 s            | 10 februari 2024 | Kingston     |

## Palmares

### 100 m
- 2021: 4e in ½ fin. OS - 10,09 s
- 2022: 4e WK - 9,97 s
- 2023: 4e WK - 9,88 s

### 4 × 100 m
- 2021: 4e OS - 37,84 s